# 8808 Luhmann
A 8808 Luhmann (ideiglenes jelöléssel (8808) 1981 UH28) a Naprendszer kisbolygóövében található aszteroida. Schelte J. Bus fedezte fel 1981. október 24-én.